# تريفور فيرغسون
تريفور فيرغسون (بالإنجليزية: Trevor Ferguson)‏ (11 نوفمبر 1947، أونتاريو في كندا)؛ كاتب، كاتب مسرحي وروائي كندي.